# Matt Lattanzi
Matthew Vincent "Matt" Lattanzi (Portland, 1 de febrero de 1959) es un actor y bailarín estadounidense. Es más conocido por ser el primer marido de la cantante y actriz Olivia Newton-John, y por actuar en películas como Mi Tutor y en la serie de televisión Paradise Beach.

## Vida personal
Lattanzi nació y se crio en Portland, Oregon, hijo de Jeanette (nacida Slowikowski) y Charles Paul Lattanzi. Su padre es un capataz de mantenimiento de ascendencia italiana, mientras que su madre es de ascendencia polaca. Se graduó en el Benson Polytechnic High School en 1977.
Mientras grababa Xanadu, Lattanzi conoció a Olivia Newton-John, con quien se casaría en 1984. La pareja tuvo una hija, Chloe Rose Lattanzi, nacida el 17 de enero de 1986. En 1992, su carrera interpretativa estaba en gran parte acabada, y él tomó un trabajo como trabajador de la construcción para una compañía de construcción de viviendas en California. Lattanzi y Newton-John se mudaron a su granja de Australia en 1993 para que él pudiera hacer las audiciones para la nueva serie de televisión, Paradise Beach. Consiguió un contrato por seis meses para la serie.
En 2008, Lattanzi apareció brevemente en el reality de MTV, Rock the Cradle, apoyando a su hija Chloe (concursante en el reality). Ese mismo año, se supo que Lattanzi, un ecologista de toda la vida, estaba viviendo off the grid cerca de Malibú, California.

## Carrera
El largometraje debut de Lattanzi fue en la película de 1980 Xanadu.
La carrera de Lattanzi consiste principalmente en pequeños papeles en películas, aunque tuvo un papel protagonista en la película de 1983 Mi Tutor. Otras de sus películas son Ricas y famosas, Grease 2, That's life!, Roxanne, Catch Me If You Can, y Diving In. Lattanzi también tiene un papel significativo en la serie de televisión australiana, Paradise Beach, y ha aparecido en cuatro vídeos musicales de Olivia Newton-John: "Landslide", "Soul Kiss", "Toughen Up" y "Can't We Talk It Over In Bed".

## Filmografía
| Año  | Título                                 | Papel                               | Notas                                       |
| ---- | -------------------------------------- | ----------------------------------- | ------------------------------------------- |
| 1980 | Xanadu                                 | Joven Danny McGuire/Bailarín Xanadu |                                             |
| 1981 | Ricas y famosas                        | Jim                                 |                                             |
| 1982 | Olivia Newton-John: Let's Get Physical | Él mismo                            | Especial de TV (Vídeo musical: "Landslide") |
| 1982 | Grease 2                               | Brad                                |                                             |
| 1983 | Mi Tutor                               | Bobby Chrystal                      |                                             |
| 1986 | That's life!                           | Larry Bartlet                       |                                             |
| 1986 | Olivia: Soul Kiss                      | Él mismo                            | Vídeo musical: "Soul Kiss"                  |
| 1987 | Roxanne                                | Trent                               |                                             |
| 1988 | Blueberry Hill                         | Denny Logan                         |                                             |
| 1989 | Catch Me If You Can                    | Dylan Malone                        |                                             |
| 1990 | Diving In                              | Jerome Colter                       |                                             |
| 1993 | Paradise Beach                         | Cooper Hart                         | Elenco principal (100 episodios)            |